# Listă de filme de groază din 2019
Aceasta este o listă de filme de groază din 2019.
| Titlu                             | Regizor                              | Distribuție                                                      | Țara                                 | Note        |
| --------------------------------- | ------------------------------------ | ---------------------------------------------------------------- | ------------------------------------ | ----------- |
| 3 from Hell                       | Rob Zombie                           | Sheri Moon Zombie, Sid Haig, Bill Moseley                        | Statele Unite                        | [ 1 ]       |
| 47 Meters Down: Uncaged           | Johannes Roberts                     | Sophie Nélisse, Corinne Foxx, Brianne Tju, Sistine Stallone      | Statele Unite Regatul Unit           | [ 2 ]       |
| Annabelle Comes Home              | Gary Dauberman                       | Mckenna Grace, Madison Iseman, Katie Sarife                      | Statele Unite                        | [ 3 ]       |
| Black Christmas                   | Sophia Takal                         | Imogen Poots, Lily Donoghue, Aleyse Shannon, Brittany O’Grady    | Statele Unite                        | [ 4 ]       |
| Bliss                             | Joe Begos                            | Dora Madison, Tru Collins, Jeremy Gardner                        | Statele Unite                        | [ 5 ] [ 6 ] |
| Brightburn                        | David Yarovesky                      | Elizabeth Banks, David Denman, Jackson A. Dunn                   | Statele Unite                        | [ 7 ]       |
| Child's Play                      | Lars Klevberg                        | Aubrey Plaza, Gabriel Bateman, Brian Tyree Henry                 | Statele Unite                        | [ 8 ]       |
| Color Out of Space                | Richard Stanley                      | Nicolas Cage, Joely Richardson, Madeleine Arthur                 | Statele Unite                        | [ 9 ]       |
| Countdown                         | Justin Dec                           | Elizabeth Lail, Jordan Calloway, Talitha Bateman                 | Statele Unite                        | [ 10 ]      |
| Crawl                             | Alexandre Aja                        | Kaya Scodelario, Barry Pepper                                    | Statele Unite                        | [ 11 ]      |
| The Curse of La Llorona           | Michael Chaves                       | Linda Cardellini, Roman Christou, Jaynee-Lynne Kinchen           | Statele Unite                        | [ 12 ]      |
| Daniel Isn't Real                 | Adam Egypt Mortimer                  | Patrick Schwarzenegger, Miles Robbins, Sasha Lane                | Statele Unite                        | [ 13 ]      |
| Doctor Sleep                      | Mike Flanagan                        | Ewan McGregor, Rebecca Ferguson, Kyliegh Curran                  | Statele Unite                        | [ 14 ]      |
| Don't Let Go                      | Jacob Aaron Estes                    | David Oyelowo, Storm Reid, Byron Mann                            | Statele Unite                        | [ 15 ]      |
| Earthquake Bird                   | Wash Westmoreland                    | Alicia Vikander, Riley Keough, Naoki Kobayashi                   | Statele Unite                        | [ 16 ]      |
| Eli                               | Ciarán Foy                           | Charlie Shotwell, Sadie Sink, Lili Taylor                        | Statele Unite                        | [ 17 ]      |
| Escape Room                       | Adam Robitel                         | Logan Miller, Deborah Ann Woll, Taylor Russell                   | Statele Unite                        | [ 18 ]      |
| Happy Death Day 2U                | Christopher Landon                   | Jessica Rothe, Israel Broussard                                  | Statele Unite                        | [ 19 ]      |
| Harpoon                           | Rob Grant                            | Munro Chambers, Emily Tyra, Christopher M. Gray                  | Canada                               | [ 20 ]      |
| Haunt                             | Scott Beck, Bryan Woods              | Katie Stevens, Will Brittain, Lauryn McClain                     | Statele Unite                        | [ 21 ]      |
| The Hole in the Ground            | Lee Cronin                           | Seána Kerslake, James Cosmo, Simone Kerby                        | Belgia Finlanda Irlanda Regatul Unit | [ 22 ]      |
| In the Tall Grass                 | Vincenzo Natali                      | Laysla De Oliveira, Avery Whitted, Will Buie Jr., Patrick Wilson | Canada                               | [ 23 ]      |
| The Intruder                      | Deon Taylor                          | Michael Ealy, Meagan Good, Joseph Sikora                         | Statele Unite                        | [ 24 ]      |
| Impetigore                        | Joko Anwar                           |                                                                  | Indonezia                            | [ 25 ]      |
| It Chapter 2                      | Andy Muschietti                      | Jessica Chastain, James McAvoy, Bill Hader                       | Statele Unite                        | [ 26 ]      |
| The Lighthouse                    | Robert Eggers                        | Willem Dafoe, Robert Pattinson                                   | Statele Unite                        | [ 27 ]      |
| Ma                                | Tate Taylor                          | Octavia Spencer, Juliette Lewis, Diana Silvers                   | Statele Unite                        | [ 28 ]      |
| Mary                              | Michael Goi                          | Gary Oldman, Emily Mortimer, Manuel Garcia-Rulfo, Stefanie Scott | Statele Unite                        | [ 29 ]      |
| Midsommar                         | Ari Aster                            | Florence Pugh, Jack Reynor, William Jackson Harper               | Statele Unite Sweden                 | [ 30 ]      |
| The Perfection                    | Richard Shepard                      | Allison Williams, Logan Browning, Steven Weber                   | Statele Unite                        | [ 31 ]      |
| Pet Sematary                      | Kevin Kölsch, Dennis Widmyer         | Jason Clarke, Amy Seimetz, John Lithgow                          | Statele Unite                        | [ 32 ]      |
| The Prodigy                       | Nicholas McCarthy                    | Taylor Schilling, Jackson Robert Scott, Colm Feore               | Statele Unite                        | [ 33 ]      |
| Ready or Not                      | Matt Bettinelli-Olpin, Tyler Gillett | Samara Weaving, Adam Brody, Mark O'Brien                         | Statele Unite                        | [ 34 ]      |
| The Russian Bride                 | Michael S. Ojeda                     | Corbin Bernsen, Oksana Orlan, Kristina Pimenova                  | Statele Unite                        | [ 35 ]      |
| Saint Maud                        | Rose Glass                           | Morfydd Clark, Jennifer Ehle                                     | Regatul Unit                         | [ 36 ]      |
| Scary Stories to Tell in the Dark | André Øvredal                        | Zoe Colletti, Michael Garza, Gabriel Rush                        | Statele Unite Canada                 | [ 37 ]      |
| Sweetheart                        | J.D. Dillard                         | Kiersey Clemons, Emory Cohen, Hanna Mangan-Lawrence              | Statele Unite                        | [ 38 ]      |
| Us (Noi)                          | Jordan Peele                         | Lupita Nyong'o, Winston Duke                                     | Statele Unite                        | [ 39 ]      |
| Velvet Buzzsaw                    | Dan Gilroy                           | Jake Gyllenhaal, Rene Russo                                      | Statele Unite                        | [ 40 ]      |
| Wounds                            | Babak Anvari                         | Armie Hammer, Dakota Johnson, Zazie Beetz                        | Statele Unite Regatul Unit           | [ 41 ]      |